# پیتال (اویلا)
پیتال (انگلیسی: Pital, Huila) نام شهری در کشور کلمبیا است.